# Coeliccia nigrohamata
Coeliccia nigrohamata är en trollsländeart som beskrevs av Harry Hyde Laidlaw, Jr. 1918. Coeliccia nigrohamata ingår i släktet Coeliccia och familjen flodflicksländor. Inga underarter finns listade i Catalogue of Life.